# Gergely Pál István
Gergely Pál István (Debrecen, 1947. január 30. –) Széchenyi-díjas magyar biokémikus, egyetemi tanár, a Magyar Tudományos Akadémia rendes tagja. Fő kutatási területe a jelátviteli folyamatok, valamint a protein kinázok és foszfatázok. 1997 és 1999 között a Debreceni Orvostudományi Egyetem Általános Orvostudományi Kar dékánja, majd rövid ideig tudományos rektorhelyettese. 2000-től több éven át a Debreceni Egyetem Orvos- és Egészségtudományi Centrum tudományos igazgatója.

## Életpályája
1965-ben érettségizett, majd felvették a debreceni Kossuth Lajos Tudományegyetem Természettudományi Kar vegyész szakára, ahol 1970-ben szerzett diplomát. Ezt követően a Debreceni Orvostudományi Egyetem Orvosi Vegytani Intézetében kapott tanársegédi állást. 1973-ban védte meg egyetemi doktori disszertációját. 1977-ben kapta meg adjunktusi, majd 1983-ban egyetemi docensi kinevezését. 1987-ben avatták egyetemi tanárrá. Ugyanebben az évben vette át az intézet mellett működő tanszék vezetését is. 1997-ben megválasztották az egyetem Általános Orvostudományi Kar dékánjává, majd 1999-ben rövid ideig az egyetem tudományos rektorhelyettese volt. A 2000-es egyetemi integrációt követően az egységes Debreceni Egyetem Orvos- és Egészségtudományi Centrum tudományos igazgatója volt több éven keresztül. Magyarországi állásai mellett 1978–1979-ben Londonban, 1989–1990-ben pedig Leuvenben volt vendégkutató. 1997 és 2000 között Széchenyi professzori ösztöndíjjal, 2011-ben pedig Szilárd Leó professzori ösztöndíjjal kutatott.
1977-ben védte meg a biológiai tudományok kandidátusi, 1986-ban pedig akadémiai doktori értekezését. Az MTA Biológiai és Molekuláris Biológiai Bizottságának tagja. 2008-tól a Doktori Tanács tagja. 1994 és 1997, valamint 2001 és 2004 között a Magyar Tudományos Akadémia közgyűlésének képviselője volt, majd 2004-ben megválasztották az akadémia levelező, 2010-ben pedig rendes tagjává. Akadémiai tisztségei mellett 1985-től a Magyar Biokémiai Egyesület vezetőségi tagja. 1978-tól 2009-ig a Biokémia című tudományos folyóirat szerkesztőbizottságának tagja. Emellett 1985 és 1990 között az Acta Biochimica et Biophysica szerkesztője volt.

## Díjai, elismerései
- Szent-Györgyi Albert-díj (1999)
- Ipolyi Arnold tudományfejlesztési díj (2004)
- Tankó Béla-emlékdíj (2007)
- Széchenyi-díj (2008)
- A Magyar Érdemrend tisztikeresztje (2015)

## Főbb publikációi
- Partial phosphorylation of muscle phosphorylase I.: Fromation of a hybrid phosphorylase in vitro (társszerző, 1974)
- Foszforiláció és fehérje-fehérje kölcsönhatások szerepe a vázizom foszforiláz szabályozásában (1976)
- Control of phosphorylase phosphatase by camp-dependent protein-kinase (társszerző, 1977)
- Platelet and leukocyte calmodulin: Isolation and characterization (társszerző, 1981)
- Separation of rabbit liver latent and spontaneously active phosphorylase phosphatases by chromatography on heparin-sepharose (társszerző, 1985)
- Általános és bioszervetlen kémia (egyetemi tankönyv, 1992, 5. kiadás 2003)
- Reactive oxygen species mediate phorbol ester-regulated tyrosine phosphorylation and phospholipase-A(2) activation - Potentiation by vanadate (társszerző, 1993)
- Szerves és bioorganikus kémia (egyetemi tankönyv, 1994, 4. kiadás 2002)
- Identification and localization of myosin phosphatase in human platelets (társszerző, 1998)
- Kutatás és közlés a természettudományokban (kézikönyv, társszerző, 1999)
- Detection of poly(ADP-ribose) polymerase activation in oxidatively stressed cells and tissues using biotinylated NAD substrate (társszerző, 2002)
- Gallotannin inhibits the expression of chemokines and inflammatory cytokines in A549 cells (társszerző, 2005)
- Synthesis and structure-activity relationships of C-glycosylated oxadiazoles as inhibitors of glycogen phosphorylase (társszerző, 2009)